# Парламентские выборы в Италии (1865)
Всеобщие парламентские выборы 1865 года прошли 22 октября (первый тур) и 29 октября (второй тур) 1865 года. На них были выбраны 443 члена Палаты депутатов Королевства Италия. Правящая либерально-консервативная партия «Правая» во главе с председателем Совета министров генералом Альфонсо Ферреро Ламармора выступила на них менее удачно, получив примерно 41 % из 443 мест в палате. Всё же правым, представлявших в значительной степени аристократию Северной Италии и придерживавшихся умеренно-консервативных взглядов, благодаря поддержке умеренного крыла «Левой» и части независимых удалось обеспечить своему кабинету парламентское большинство.
В выборах приняли участие 276 523 человек из 504 263 имевших право голоса, таким образом явка составила 54,84 %. Явка могла быть и выше если бы не противодействие со стороны Католической церкви, глава которой, Пий IX, недовольный присоединением к Итальянскому королевству большей части Папской области, требовал, чтобы католики не принимали участие в выборах нового государства.

## Результаты выборов
| Партия                            | Оригинальное название | Голоса  | %     | Места |
| --------------------------------- | --------------------- | ------- | ----- | ----- |
| «Правая»                          | итал. Destra          | 95 400  | 34,5  | 163   |
| «Левая»                           | итал. Sinistra        | 76 873  | 27,8  | 156   |
| Радикалы                          | итал. Estrema         | 7 190   | 2,6   | 16    |
| Другие кандидаты                  |                       | 97 060  | 35,1  | 108   |
| Недействительные голоса           |                       | 12 888  | –     | –     |
| Всего                             |                       | 276 523 | 100   | 443   |
| Зарегистрировано избирателей/Явка |                       | 504 265 | 54,84 |       |